# Synema socium
Synema socium là một loài nhện trong họ Thomisidae.
Loài này thuộc chi Synema. Synema socium được Octavius Pickard-Cambridge miêu tả năm 1891.